# バルバドス・ドル
バルバドス・ドル は、1935年からの バルバドスの通貨。. ISO 4217 におけるコードは BBD 、そして通常 "$" または、他のドルと区別するため "Bds$" と略される。1バルバドス・ドルは 100 セント。2009年3月9日での通貨の評価は、 en:Standard & Poor's (S&P) によると"A-/A-2". である。

## 歴史
バルバドスの歴史は、イギリス領カリブに密接したものである。

現在のドルは1972年に創設されたバルバドス中央銀行によるもの。東カリブのドルは1973年から1975年7月5日までバルバドス・ドルに置き換えられた。
バルバドス・ドルは現在、US$1 が Bds$2 の割合の固定為替レートである。
歴史概要については、en:Currencies of the British West Indies を参照のこと。

## 貨幣
1973年に、貨幣は 1¢、5¢、10¢、25¢、$1であった。1991まで青銅だった 1¢ 貨幣は、白銅に変更された。黄銅だった 5¢ 貨幣は銅ニッケルに置き換えられた。$1 貨幣は正七角形である。多くの貨幣は の製造。